# رايموند رووي
رايموند رووي (9 ديسمبر 1913 في أستراليا - 14 مايو 1995) (بالإنجليزية: Raymond Rowe)‏ هو لاعب كريكت أسترالي.

## وصلات خارجية
- رايموند رووي على موقع إي آس بي آن كريك إنفو (الإنجليزية)